# 王学萍
王学萍（1938年—），黎族，海南琼中人，中华人民共和国政治人物。

## 生平
早年毕业于暨南大学经济系。1981年4月，任中共广东省琼中县委副书记、书记。1988年4月，任海南省监察厅厅长。1991年4月，任海南省副省长。1998年4月，任海南省人大常委会副主任。2001年3月15日，在第九届全国人大第四次会议上，他当选第九届全国人民代表大会常务委员会委员。